# Schrattenfluh
Die Schrattenfluh (gemäss Swisstopo auch Schratteflue) ist ein Gebirgsstock im Süden des Kantons Luzern in der Schweiz. Nach einem Alpinführer des Schweizer Alpen-Club liegt sie in den Luzerner Voralpen, Teil der Zentralschweizer Voralpen, nach anderen Einteilungen in den Emmentaler Alpen.

## Lage
Die Bergkette der Schrattenfluh hebt sich klar vom voralpinen Hügelland des Emmentals und des Napf ab. Die etwa 6 km lange Bergkette verläuft – wie viele andere Bergkämme in den Schweizer Voralpen – in Nordost-Südwest-Richtung. Begrenzt wird der Gebirgsstock im Süden durch das Tal der Emme, im Norden durch den Hilferenpass und im Osten durch das Tal der Waldemme. Von der Brienzer-Rothorn-Kette im Südosten ist die Schrattenfluh durch die breite Passhöhe bei Salwiden getrennt.
Die Schrattenfluh weist vier markante Gipfel auf: Schibengütsch (2037 m ü. M.) an der Südwestecke, Hängst (mit 2092 m ü. M. die höchste Erhebung der Bergkette), Hächle (2089 m ü. M.) sowie Strick (1946 m ü. M.) im Nordosten.

## Karrenfelder
Die Nordwestflanke der Schrattenfluh ist steil, wobei sich Felsbänder und Bergweiden abwechseln. Nach Südosten fällt der Kamm relativ sanft ab. Hier befinden sich die ausgedehnten, meist vegetationslosen Karrenfelder des Schrattenkalks mit zahlreichen Höhlen (grösste Höhle: Neuenburger Höhle). Die Schrattenfluh ist eines der grössten zusammenhängenden Karrenfelder der Schweiz und wird systematisch durch Höhlenforscher untersucht.
Die eindrückliche Karstlandschaft der Schrattenfluh bildet ein Naturdenkmal von nationaler Bedeutung (Biosphärenreservat).

## Galerie

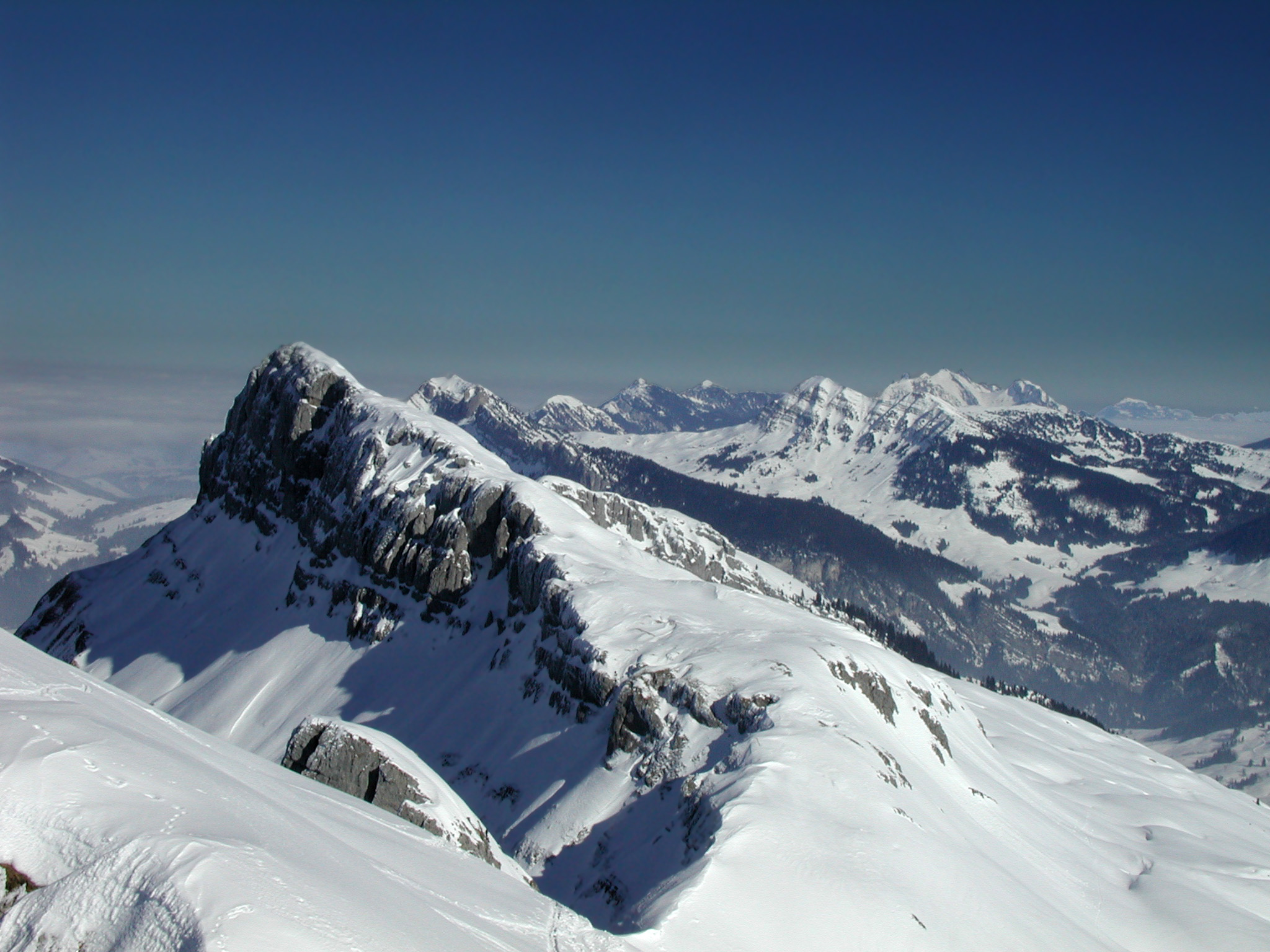
Blick vom Hängst, dem höchsten Punkt der Schrattenfluh, zur fast gleich hohen Hächle
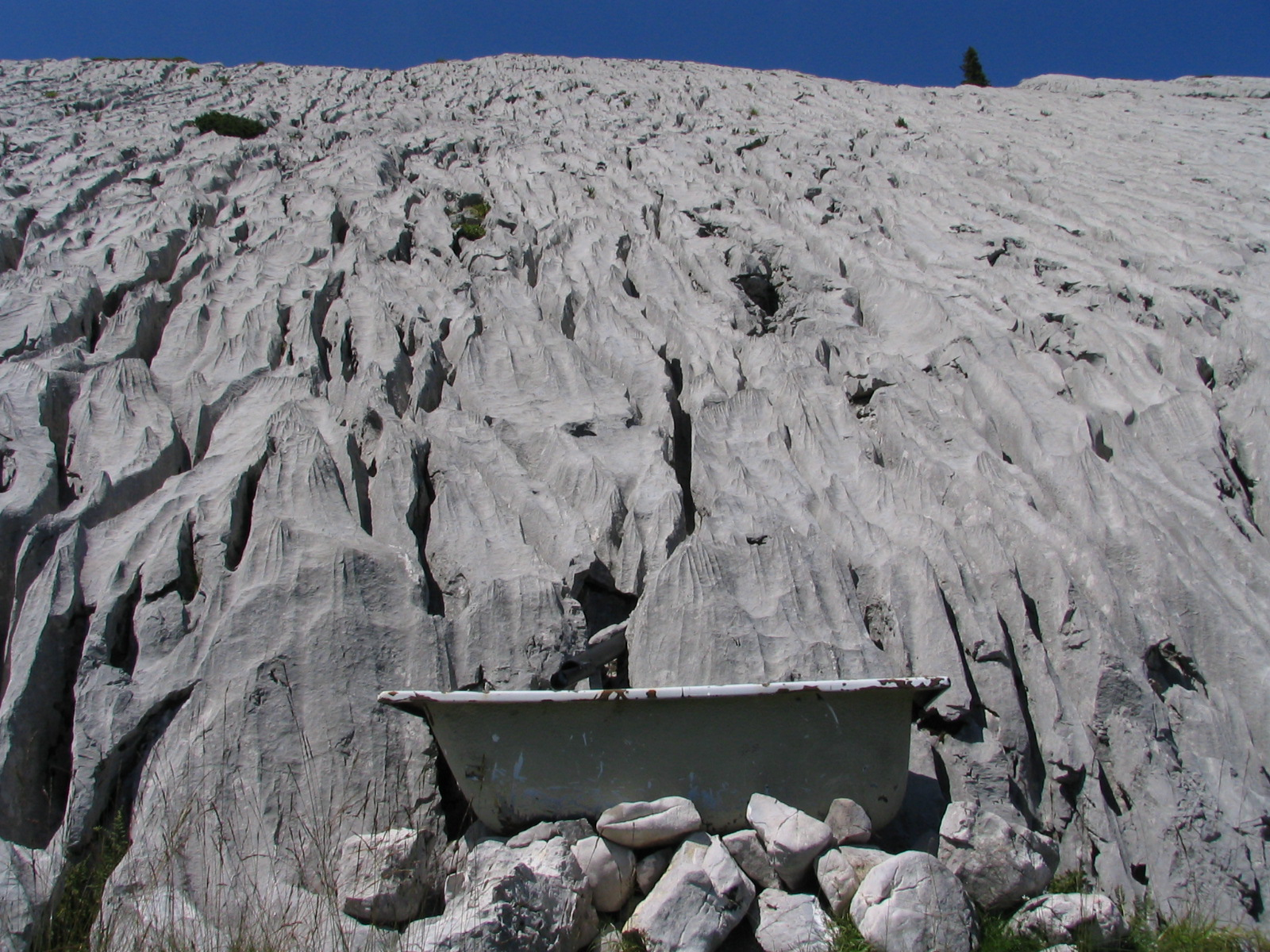
Schrattenkalk, unten eine alte Badewanne, welche als Wasserreservoir für das Vieh dient
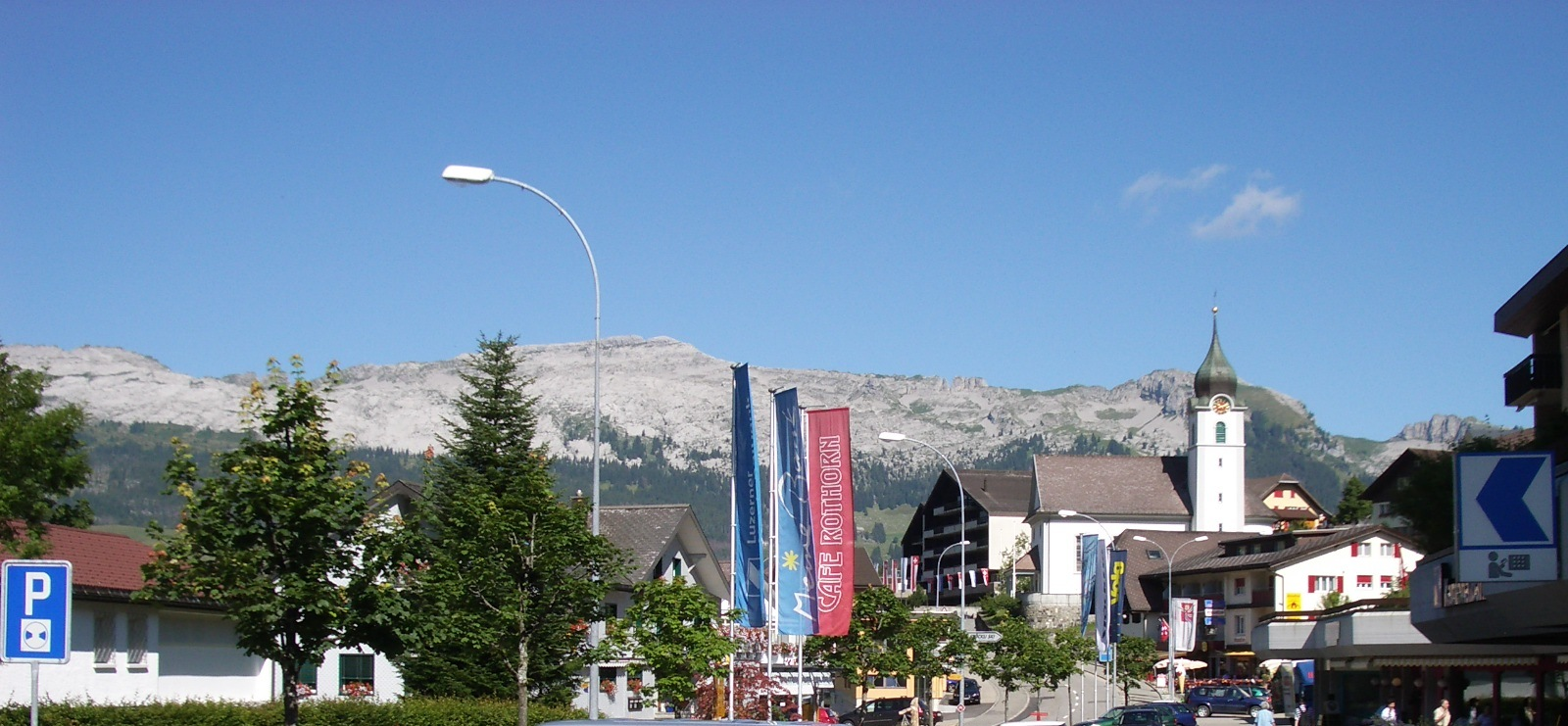
Sörenberg mit Schrattenfluh-Hängst
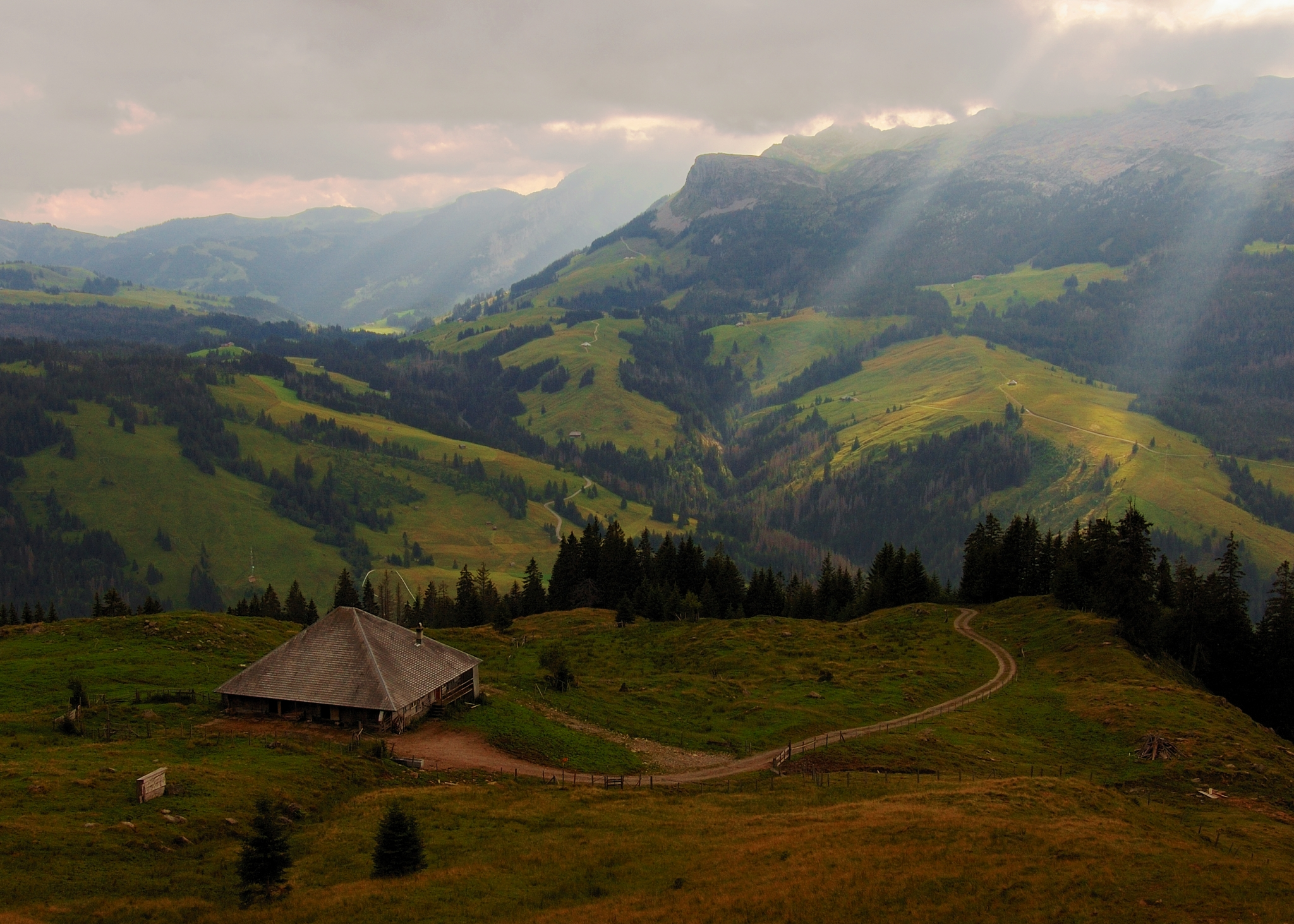
Blick von Mittlistgfäl auf die Schrattenfluh
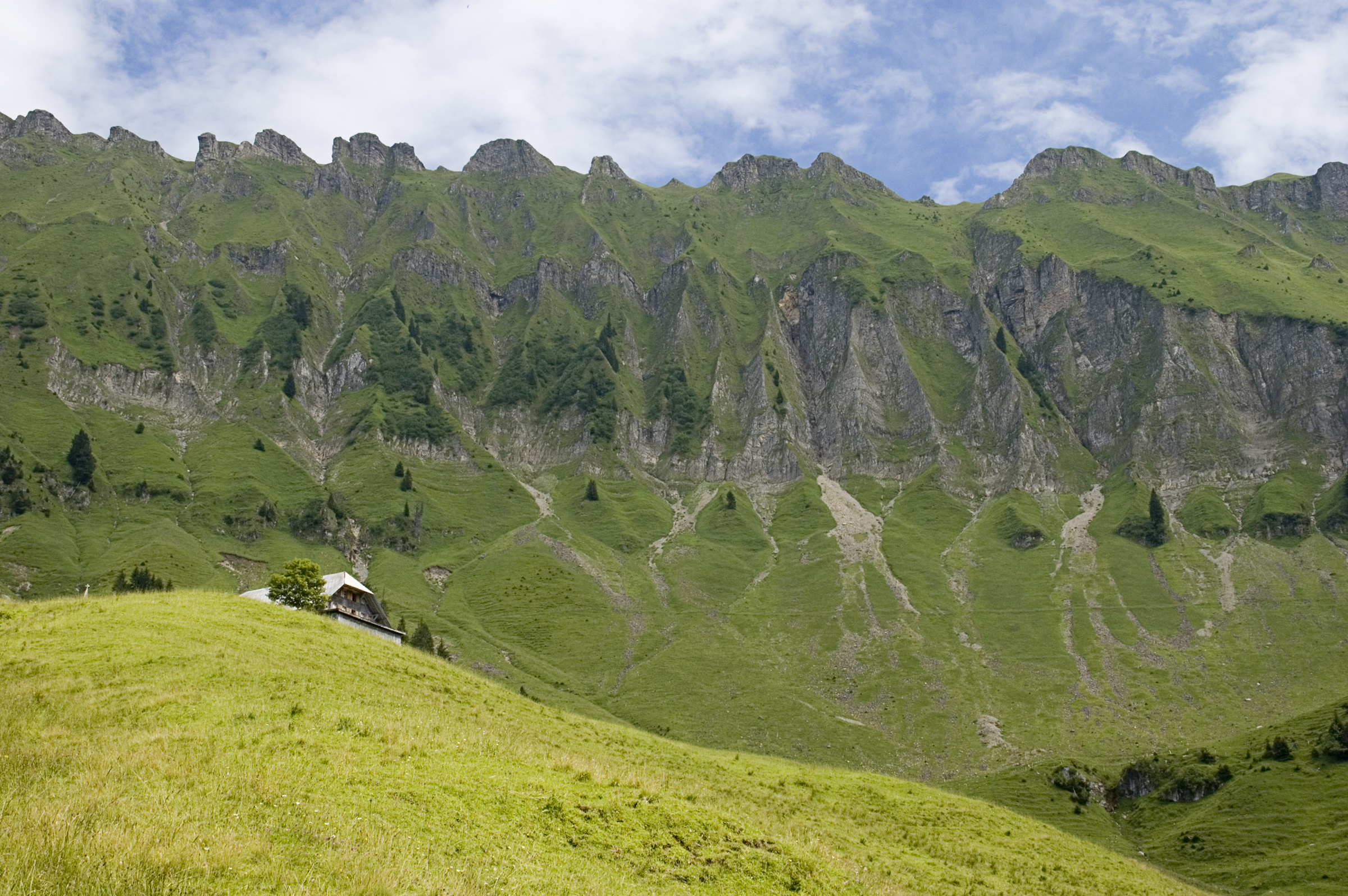
„Teufelskralle“
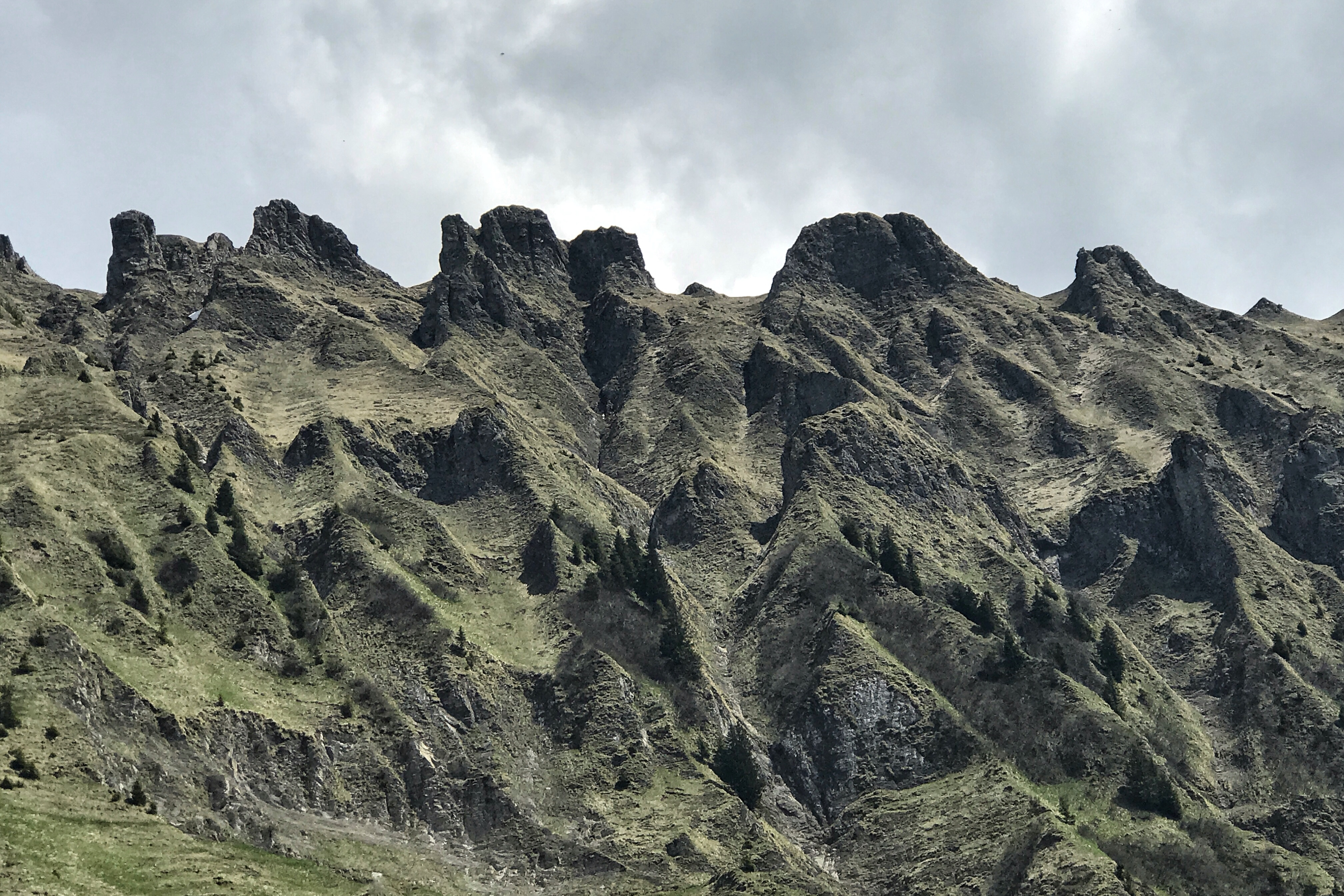
Schrattenfluh Teufelskralle Nahaufnahme
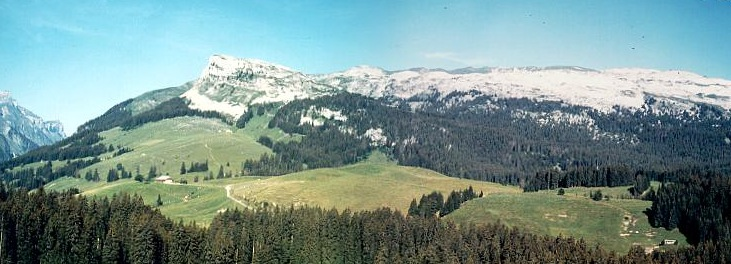
Das Karrenfeld der Schrattenfluh
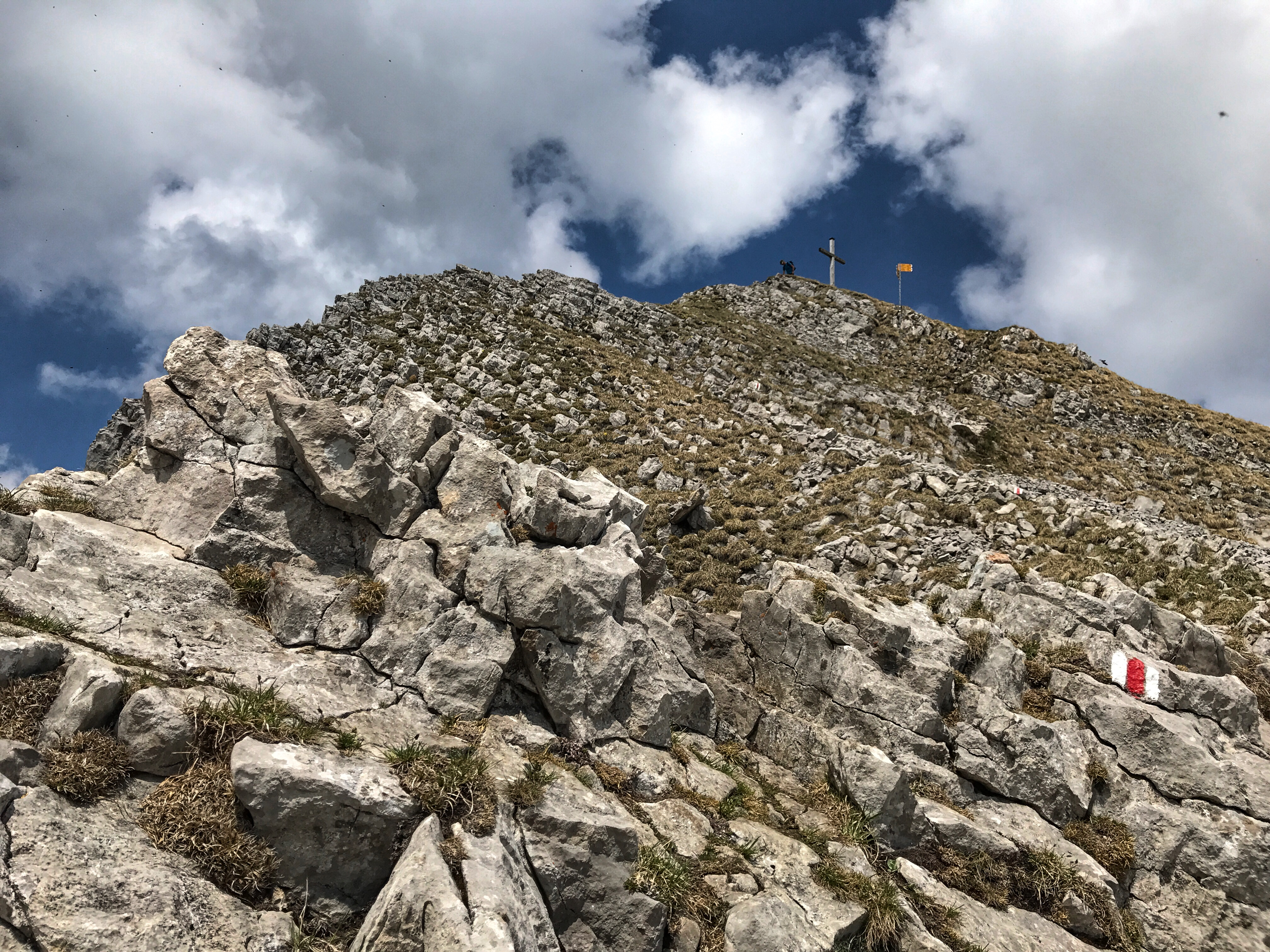
Sicht auf den Hängst südwestlich unterhalb des Gipfels
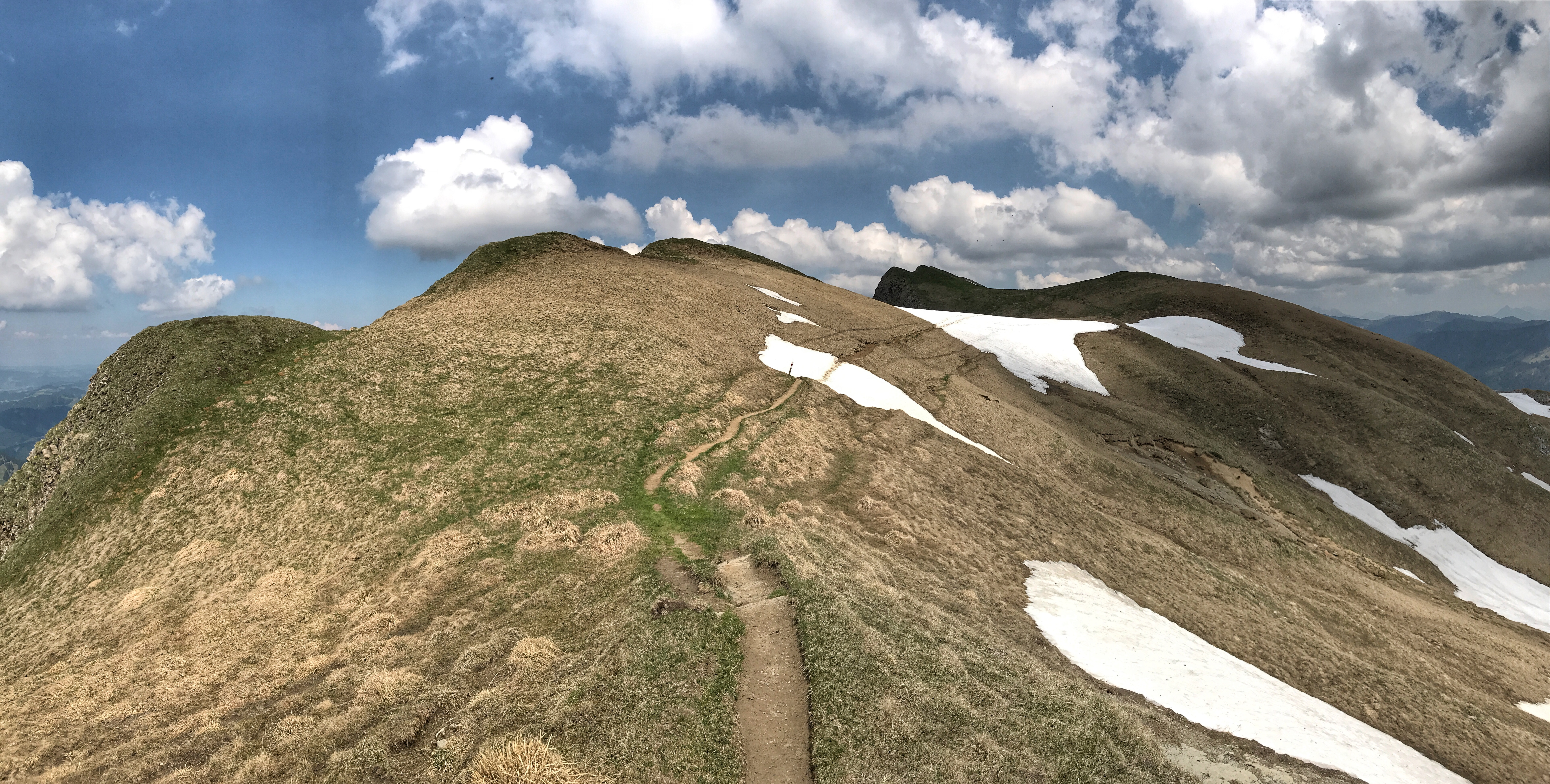
Schrattenfluh Grat zwischen Türstehäuptli und Hängst
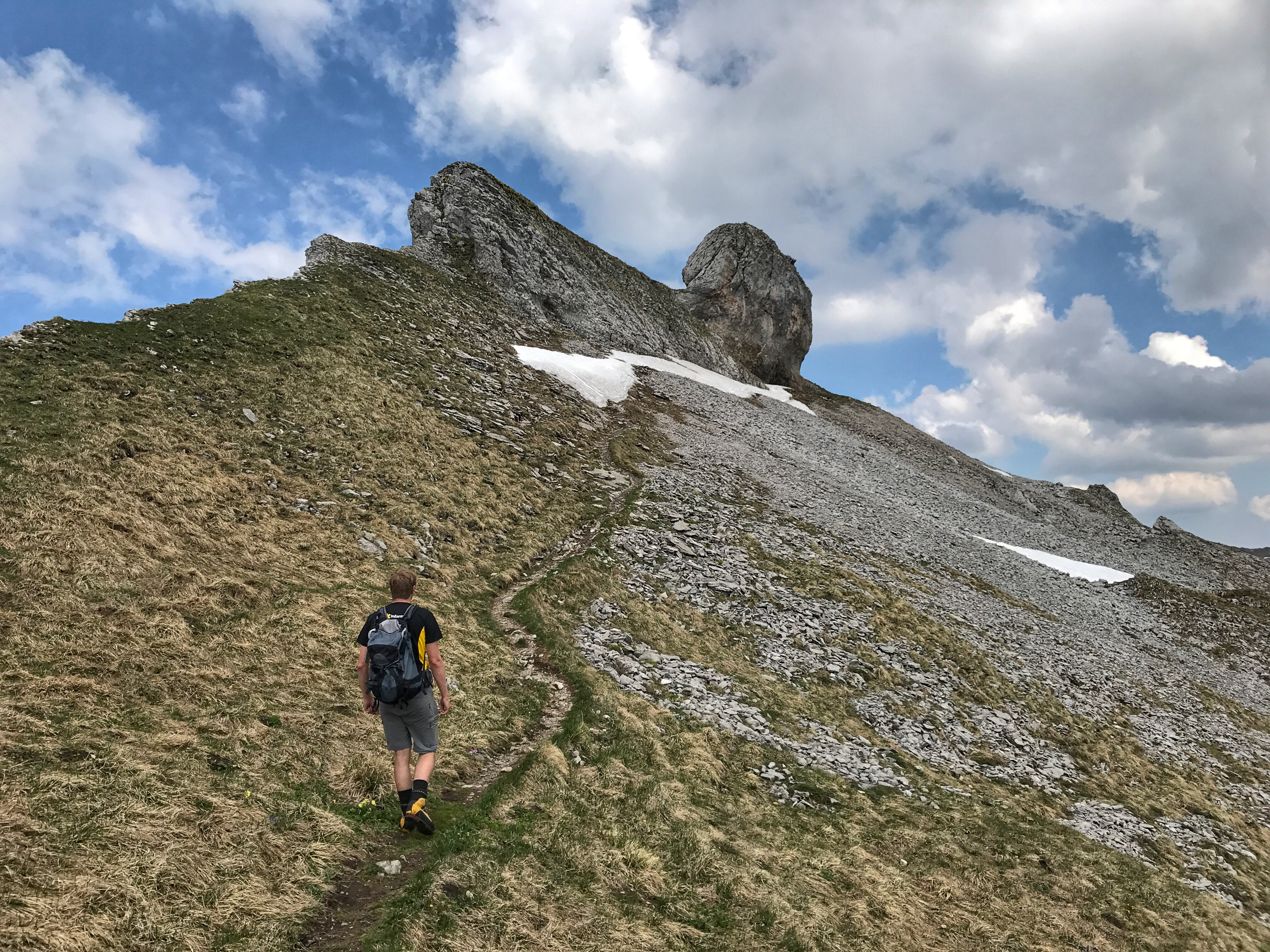
Türstehäuptli Südseite auf dem Grat
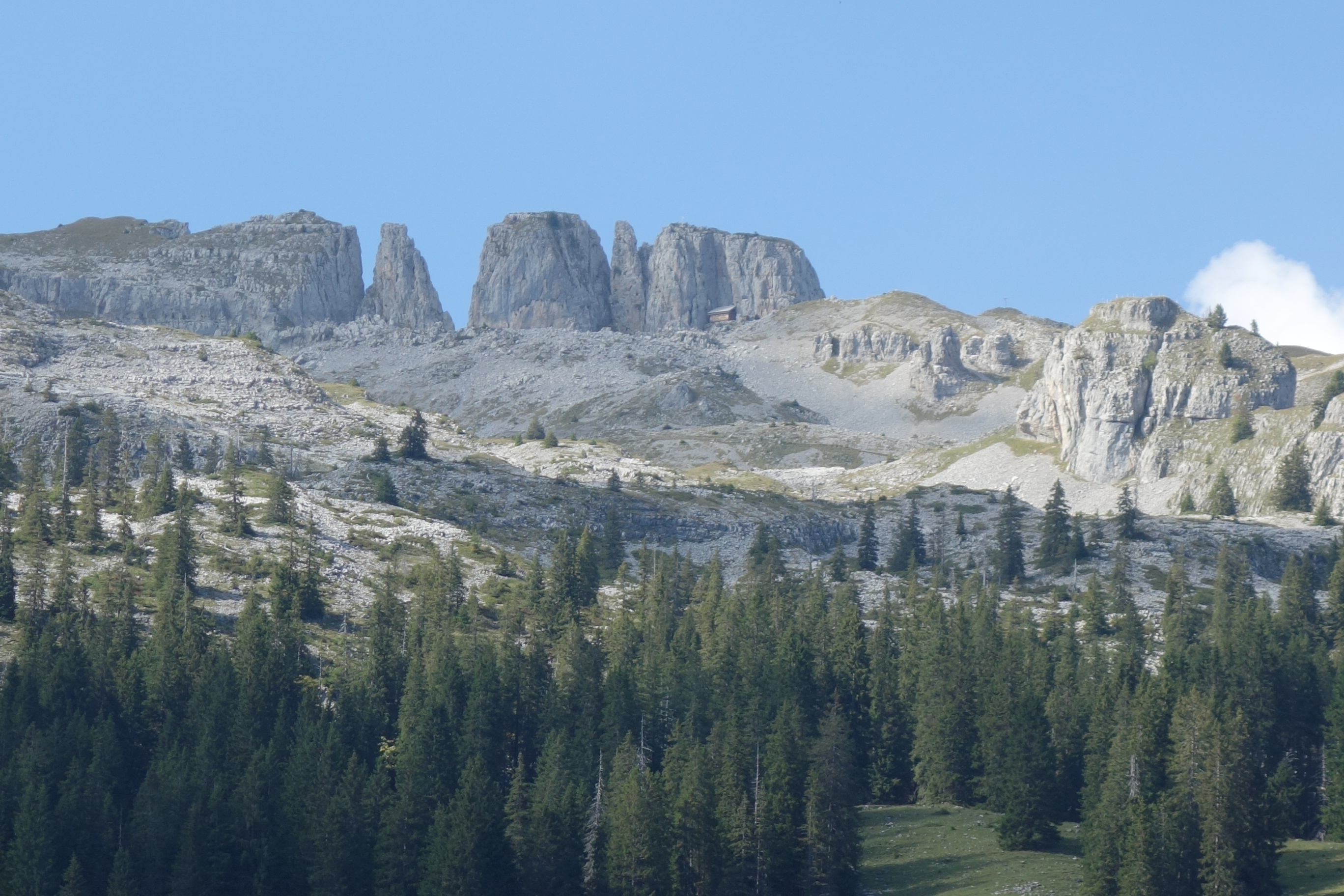
Hächlezänd mit Heftihütte
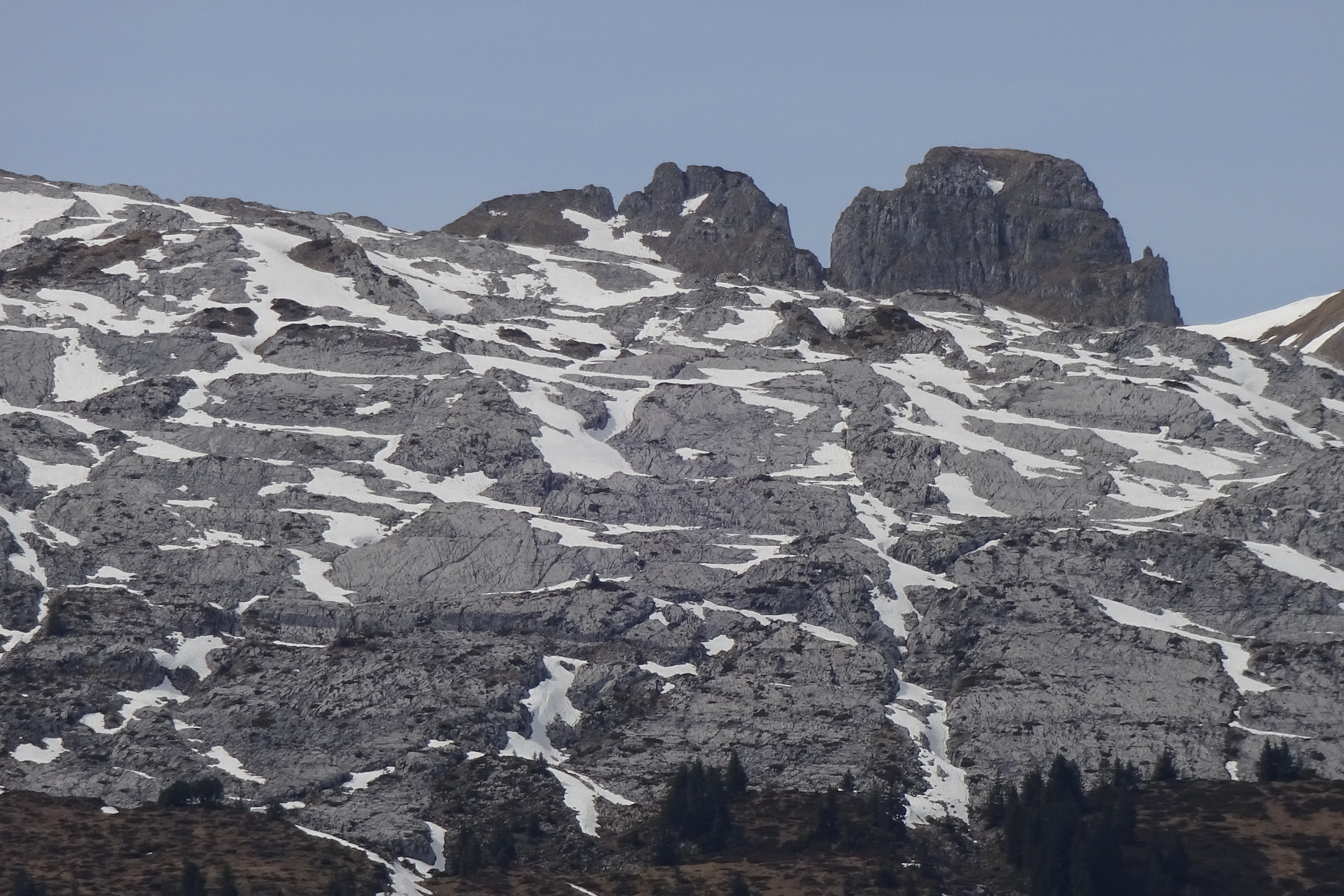
Schrattenfluh-Südostabdachung: Hängst, Karrenfeld
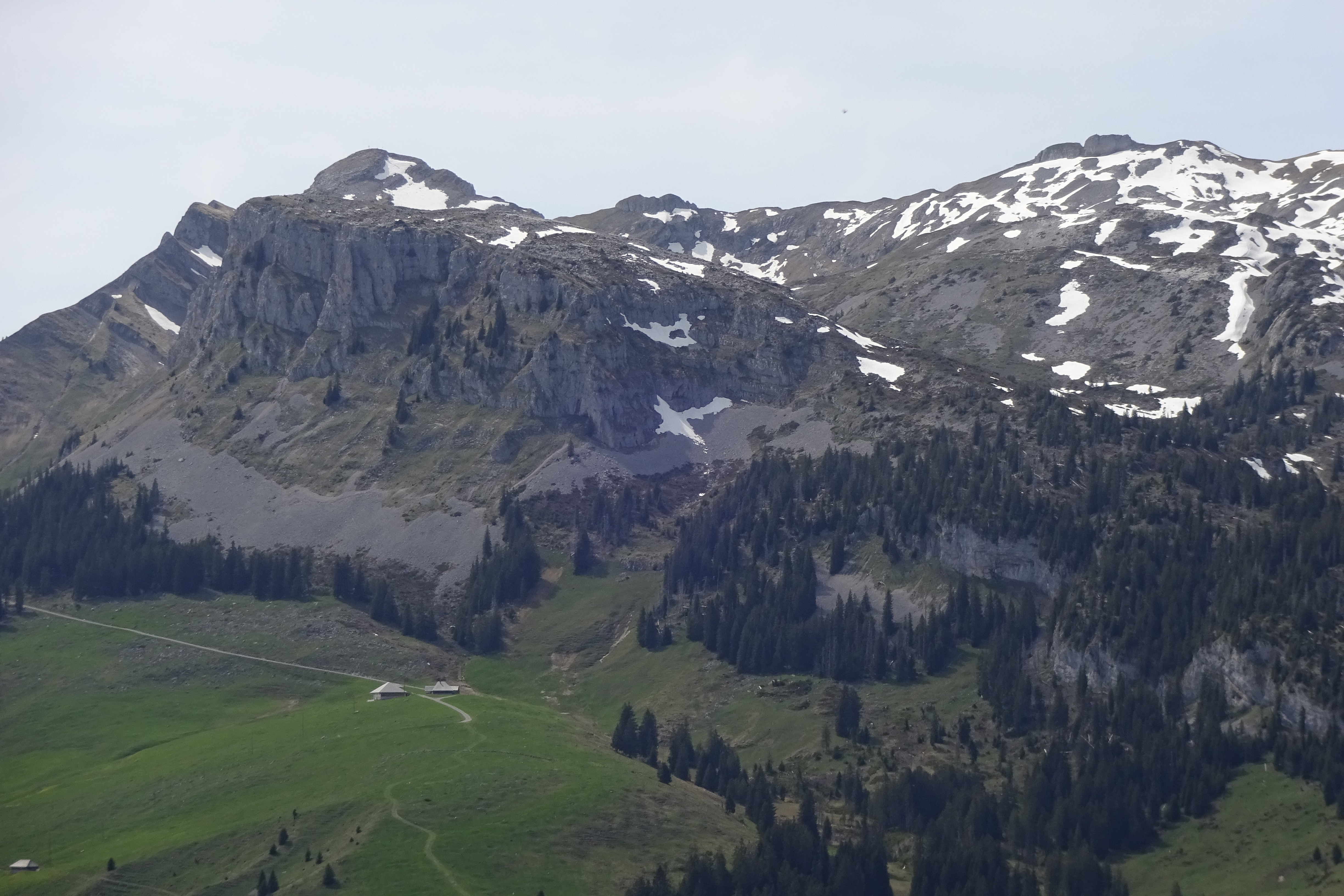
Schrattenfluh-Südostabdachung: Schibengütsch (links) & Türstehäuptli (rechts)
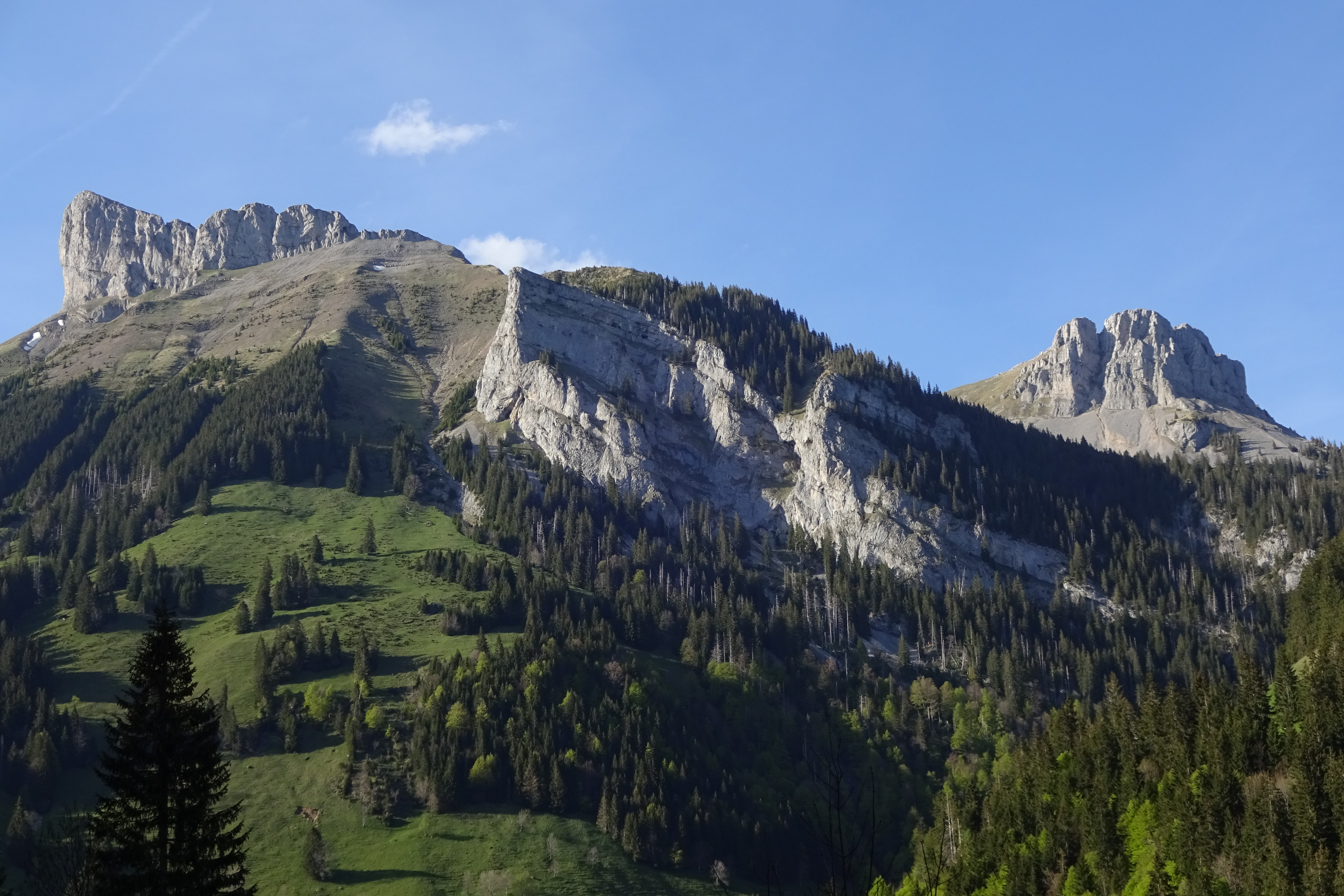
Schrattenfluh von Süden: Schibengütsch, Achs & Böli
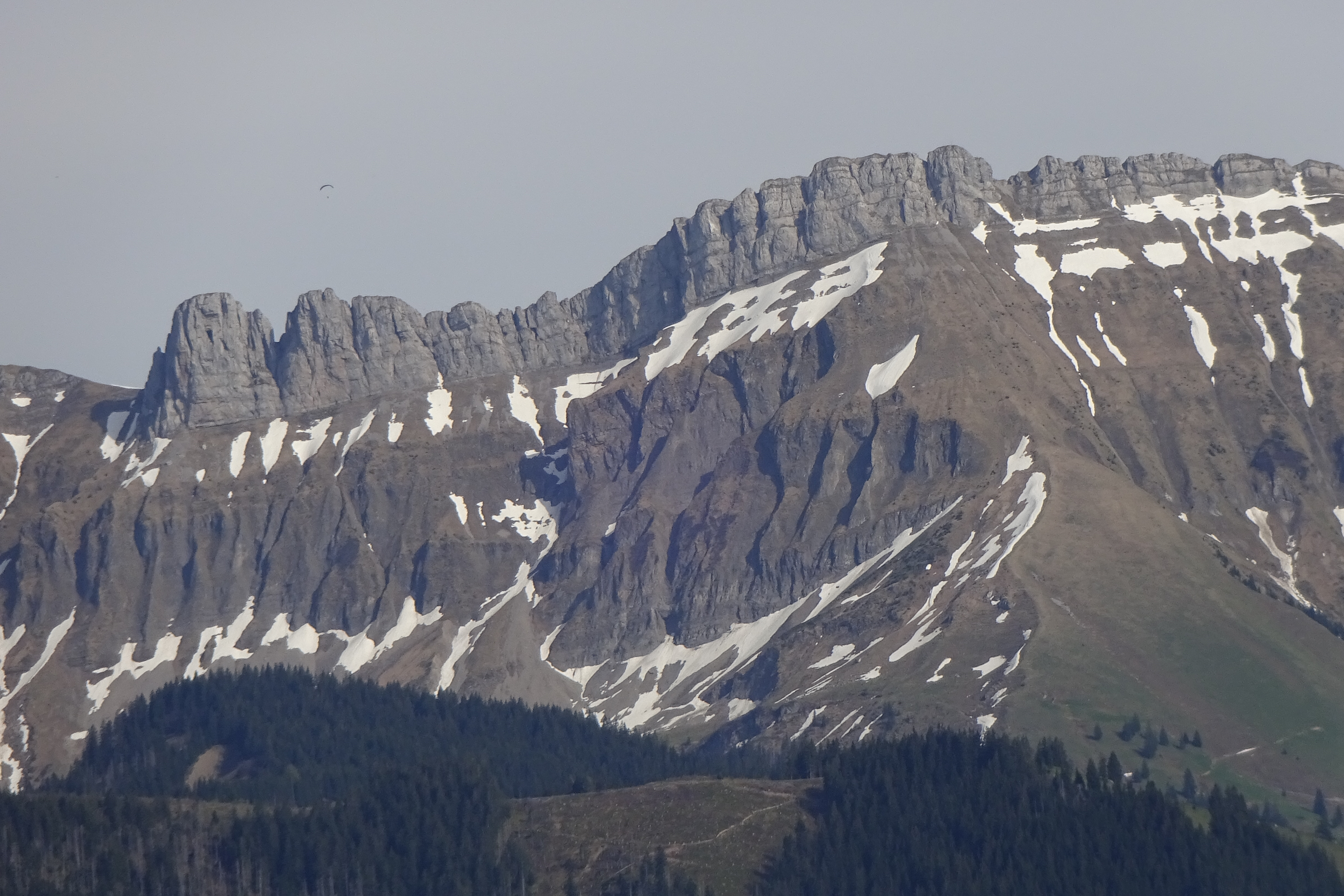
Schrattenfluh-Nordwestflanke: Hängst-Gipfelaufbau